# Тыка
Тыка (Тика) — река в России, протекает по Сивинскому району Пермского края. Устье реки находится в 162 км по левому берегу реки Обва. Длина реки составляет 17 км.
Исток реки находится в лесном массиве на Верхнекамской возвышенности на границе с Кудымкарским районом в 5 км к северу от посёлка Первомайский. Река течёт на юг, протекает посёлок Первомайский, деревню Верхняя Тыка. В нижнем течении течёт по восточной окраине села Кизьва, рядом с которым впадает в Обву.

## Данные водного реестра
По данным государственного водного реестра России относится к Камскому бассейновому округу, водохозяйственный участок реки — Кама от города Березники до Камского гидроузла, без реки Косьва (от истока до Широковского гидроузла), Чусовая и Сылва, речной подбассейн реки — бассейны притоков Камы до впадения Белой. Речной бассейн реки — Кама.
Код объекта в государственном водном реестре — 10010100912111100009318.